# Rumba a lo desconocido (àlbum)
Rumba a lo desconocido és el novè disc del duo català de rumba/rock, Estopa. El disc es va publicar el 2 d'octubre del 2015.
Per a la seva promoció es va llançar al juny i juliol els senzills «Pastillas para dormir» i «Nadie sabe» respectivament. Aquests dos senzills, a més, es van incloure en un maxisenzill limitat que es va regalar a concursos i prevendes de l'LP. També en el mes de setembre van treure tres senzills més: «Gafas de rosa», «Ando buscando» i «Estatua de sal»

## Llista de cançons
| Núm. | Títol                   | Durada |
| ---- | ----------------------- | ------ |
| 1.   | «Nadie sabe»            | 4:02   |
| 2.   | «Pastillas para dormir» | 3:17   |
| 3.   | «Estatua de sal»        | 3:23   |
| 4.   | «Ando buscando»         | 4:41   |
| 5.   | «Gafas de rosa»         | 3:12   |
| 6.   | «Con el viento»         | 4:21   |
| 7.   | «Se me olvida la vida»  | 3:42   |
| 8.   | «Donde va mi alma»      | 4:06   |
| 9.   | «Mundo marrón»          | 3:38   |
| 10.  | «Corona de espinas»     | 3:10   |
| 11.  | «Tonto»                 | 3:08   |
| 12.  | «Sin sombrero»          | 2:35   |

## Posició en llistes
| Llistes (2015)       | Millor posició |
| -------------------- | -------------- |
| Espanya (PROMUSICAE) | 1              |

## Certificacions
| País    | Organisme certificador | Certificació | Vendes certificades | Ref   |
| ------- | ---------------------- | ------------ | ------------------- | ----- |
| Espanya | PROMUSICAE             | Platí        | 40.000              | [ 2 ] |